# 旧小机領三十三所観音霊場

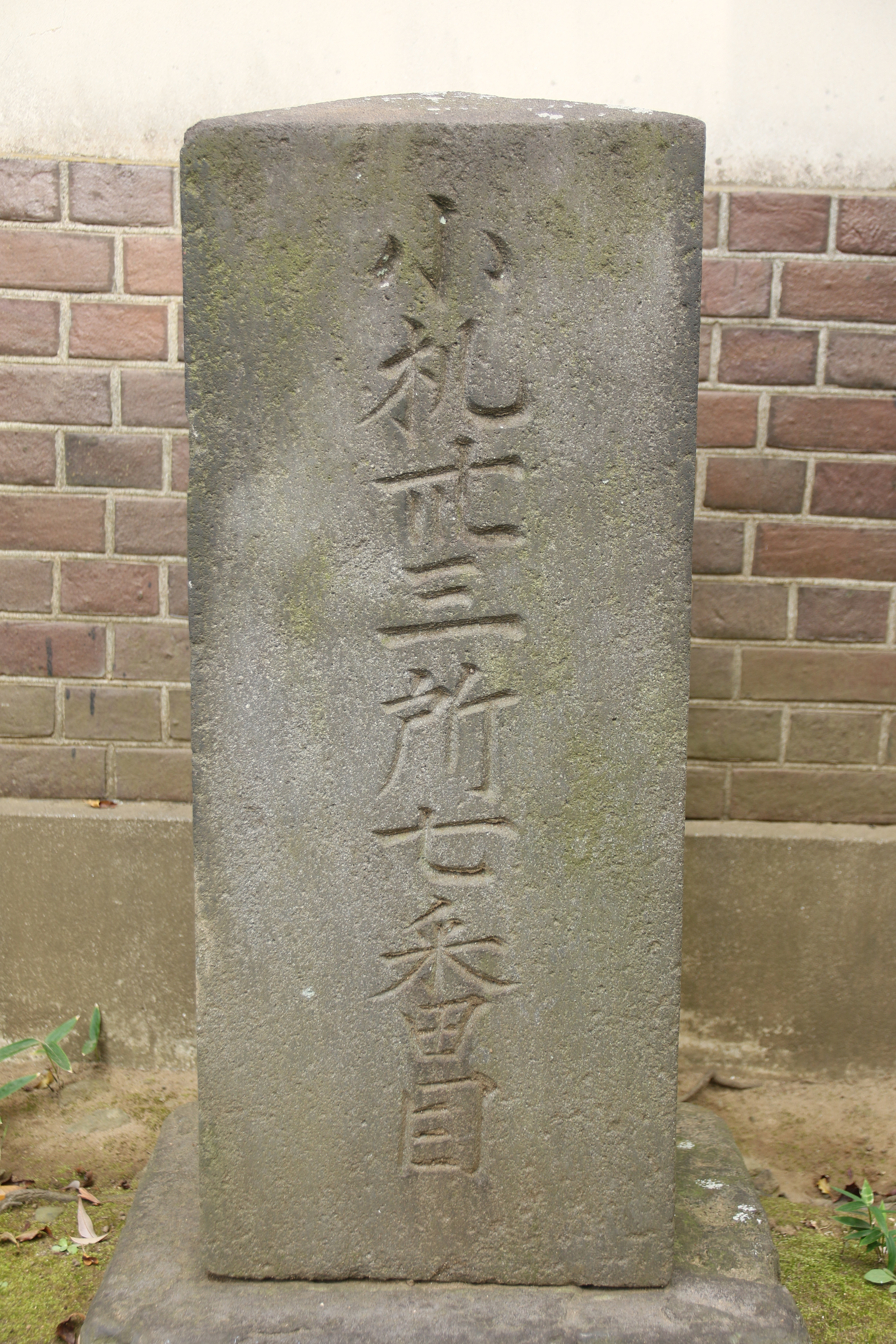
本覚寺（神奈川県横浜市神奈川区高島台）にある1724年（享保9年）造立の「小机丗三所七番目」札所塔

旧小机領三十三所観音霊場（きゅうこづくえりょうさんじゅうさんしょかんのんれいじょう）は、神奈川県横浜市北部の鶴見川流域と丘陵地帯に分布する観音霊場。12年に一度の子年に開帳されるため、子年観音（ねどしかんのん）とも呼ばれる。

## 歴史
享保年間に開創され、1756年（宝暦6年）の子年に最初の開帳が行われた。33番の法昌寺には1757年（宝暦7年）造立の「第三十三表」石碑があり、霊場の起源が刻まれている。それによれば、瀧野愛勝が発願し、法昌寺の宗運和尚と朝庵和尚が泉谷寺の転誉上人の助力を得て開設された。
7番の本覚寺には1724年（享保9年）造立の「小机丗三所七番目」札所塔が、8番の宗興寺には同じく1724年（享保9年）造立の「小机丗三所八番目」札所塔が残されている。これらには願主銘として青木町瀧野丁の瀧野重郎兵衛愛勝の名が刻まれており、霊場の発願主である瀧野愛勝が東海道神奈川宿に居住していたことが分かる。
12番の歓成院には1726年（享保11年）造立の「小机三拾三処十二番目」札所塔が、16番の専念寺には1730年（享保15年）造立の「小机領三十三所観世音第十六番」札所塔が残されている。

## 札所一覧
| 番 | 寺号         | 宗派           | 本尊       | 所在地                           |
| -- | ------------ | -------------- | ---------- | -------------------------------- |
| 1  | 泉谷寺       | 浄土宗         | 正観音     | 神奈川県横浜市港北区小机町       |
| 2  | 三会寺       | 高野山真言宗   | 十一面観音 | 神奈川県横浜市港北区鳥山町       |
| 3  | 最勝寺       | 高野山真言宗   | 正観音     | 神奈川県横浜市神奈川区菅田町     |
| 4  | 専称寺       | 浄土宗         | 如意輪観音 | 神奈川県横浜市神奈川区菅田町     |
| 5  | 正観寺       | 曹洞宗         | 聖観音     | 神奈川県横浜市保土ケ谷区東川島町 |
| 6  | 隨流院       | 曹洞宗         | 聖観音     | 神奈川県横浜市保土ケ谷区川島町   |
| 7  | 本覚寺       | 曹洞宗         | 如意輪観音 | 神奈川県横浜市神奈川区高島台     |
| 8  | 宗興寺       | 曹洞宗         | 聖観音     | 神奈川県横浜市神奈川区幸ケ谷     |
| 9  | 慶運寺       | 浄土宗         | 聖観音     | 神奈川県横浜市神奈川区神奈川本町 |
| 10 | 東福寺       | 真言宗智山派   | 如意輪観音 | 神奈川県横浜市鶴見区鶴見         |
| 11 | 松蔭寺       | 臨済宗建長寺派 | 十一面観音 | 神奈川県横浜市鶴見区東寺尾       |
| 12 | 歓成院       | 高野山真言宗   | 十一面観音 | 神奈川県横浜市港北区大倉山       |
| 13 | 円応寺       | 真言宗単立     | 千手観音   | 神奈川県横浜市港北区新吉田町     |
| 14 | 正福寺御霊堂 | 天台宗         | 十一面観音 | 神奈川県横浜市港北区新吉田町     |
| 15 | 西方寺       | 真言宗単立     | 十一面観音 | 神奈川県横浜市港北区新羽町       |
| 16 | 専念寺       | 浄土宗         | 正観音     | 神奈川県横浜市港北区新羽町       |
| 17 | 龍雲寺       | 浄土宗         | 聖観音     | 神奈川県横浜市都筑区東方町       |
| 18 | 観音寺       | 高野山真言宗   | 正観音     | 神奈川県横浜市都筑区池辺町       |
| 19 | 寿福寺観音堂 |                | 正観音     | 神奈川県横浜市都筑区茅ケ崎東     |
| 20 | 真福寺       | 真言宗豊山派   | 千手観音   | 神奈川県横浜市青葉区荏田町       |
| 21 | 薬王寺       | 真言宗豊山派   | 正観音     | 神奈川県横浜市青葉区大場町       |
| 22 | 王禅寺       | 真言宗豊山派   | 聖観音     | 神奈川県川崎市麻生区王禅寺       |
| 23 | 徳恩寺       | 高野山真言宗   | 聖観音     | 神奈川県横浜市青葉区恩田町       |
| 24 | 福寿院       | 高野山真言宗   | 十一面観音 | 東京都町田市つくし野             |
| 25 | 世尊院       | 真言宗豊山派   | 聖観音     | 神奈川県横浜市緑区北八朔町       |
| 26 | 観護寺       | 高野山真言宗   | 聖観音     | 神奈川県横浜市緑区小山町         |
| 27 | 長源寺       | 高野山真言宗   | 十一面観音 | 神奈川県横浜市旭区上川井町       |
| 28 | 三仏寺       | 浄土宗         | 聖観音     | 神奈川県横浜市旭区本村町         |
| 29 | 慈眼寺       | 高野山真言宗   | 十一面観音 | 神奈川県横浜市緑区寺山町         |
| 30 | 長泉寺       | 高野山真言宗   | 正観音     | 神奈川県横浜市緑区中山           |
| 31 | 宝塔院       | 高野山真言宗   | 正観音     | 神奈川県横浜市緑区白山           |
| 32 | 東観寺       | 高野山真言宗   | 聖観音     | 神奈川県横浜市緑区東本郷         |
| 33 | 法昌寺       | 曹洞宗         | 十一面観音 | 神奈川県横浜市青葉区奈良町       |

## 札所塔

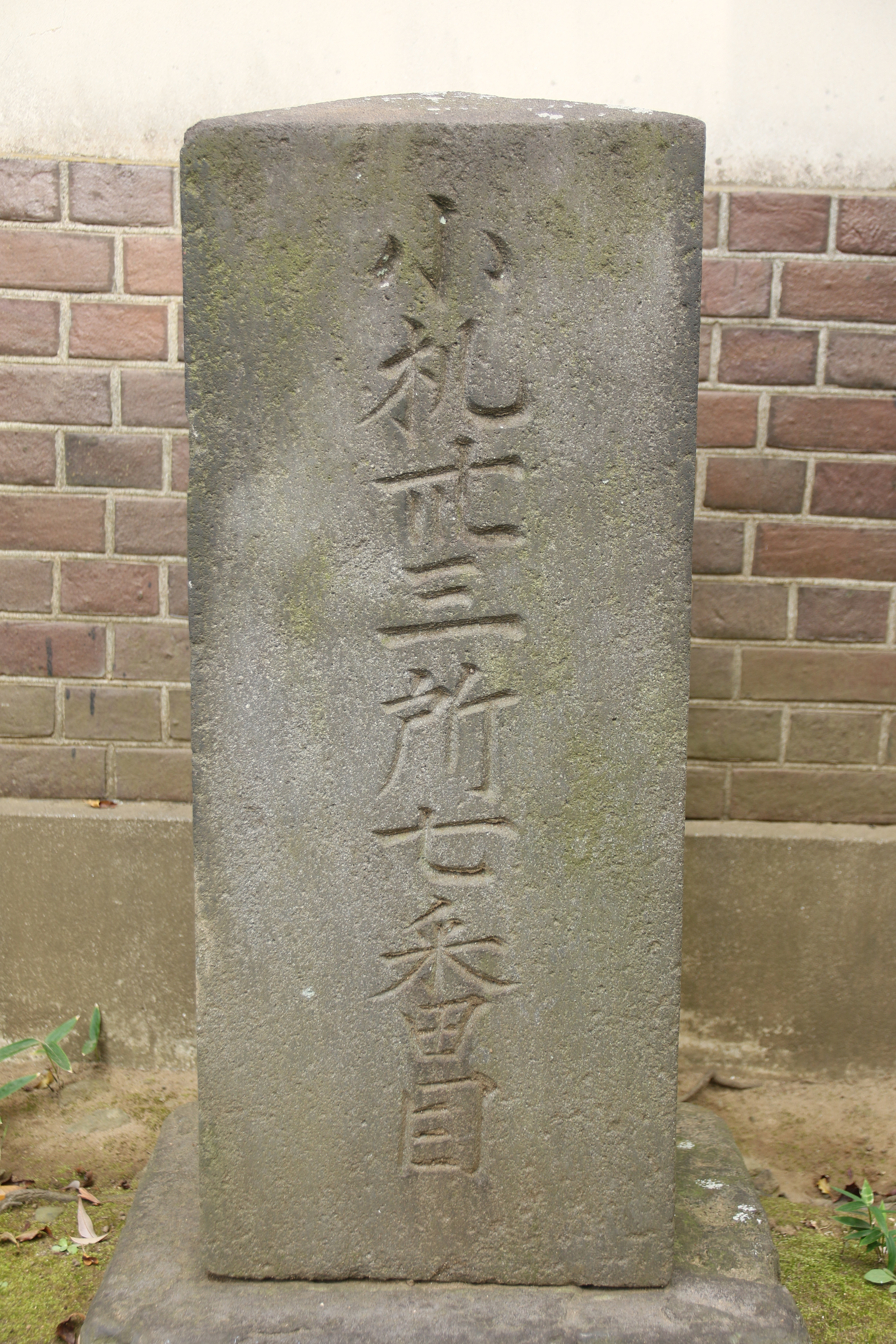
第7番 本覚寺「小机丗三所七番目」1724年（享保9年）
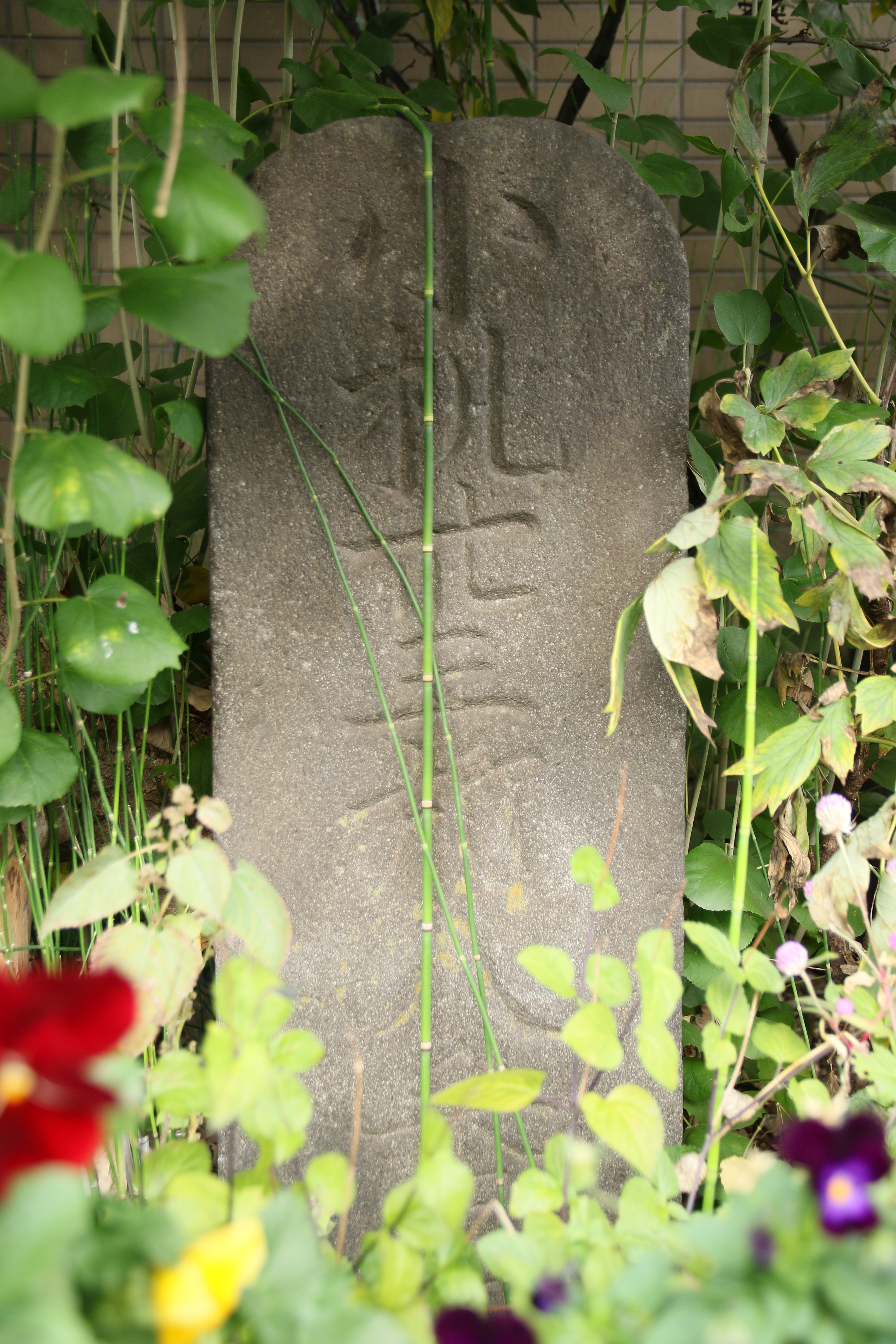
第8番 宗興寺「小机丗三所八番目」1724年（享保9年）
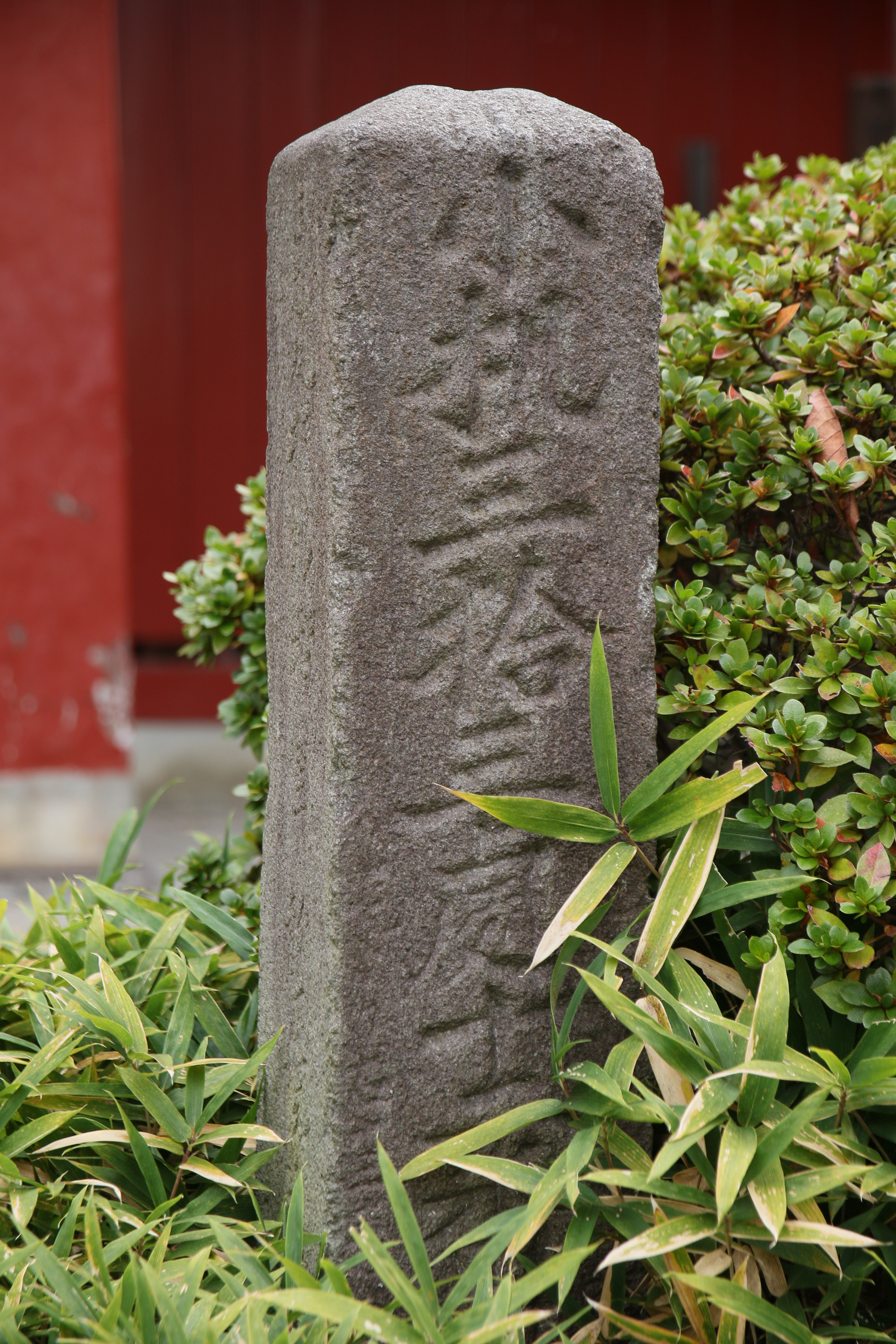
第12番 歓成院「小机三拾三處十二番目」1726年（享保11年）
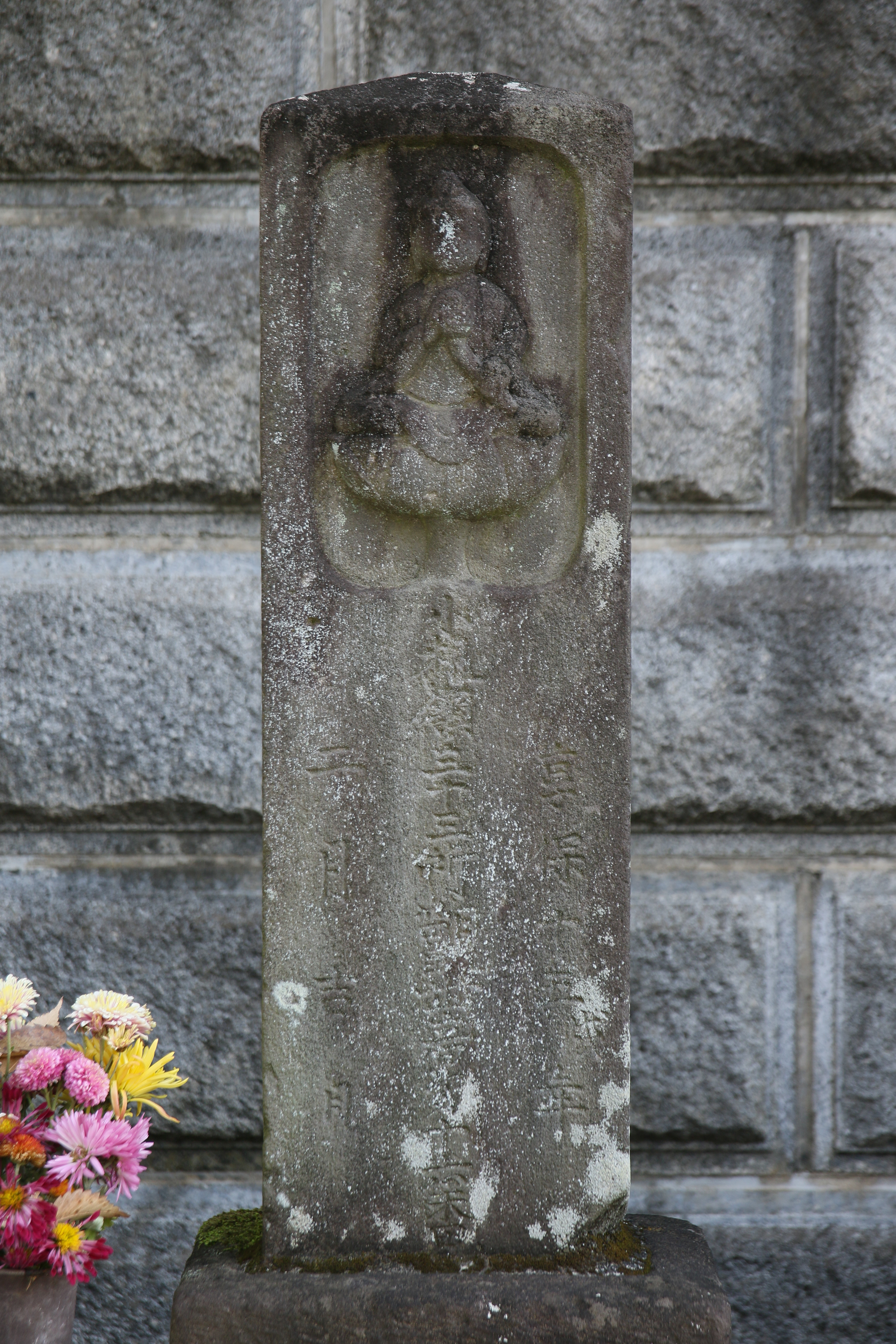
第16番 専念寺「小机領三十三所観世音第十六番」1730年（享保15年）
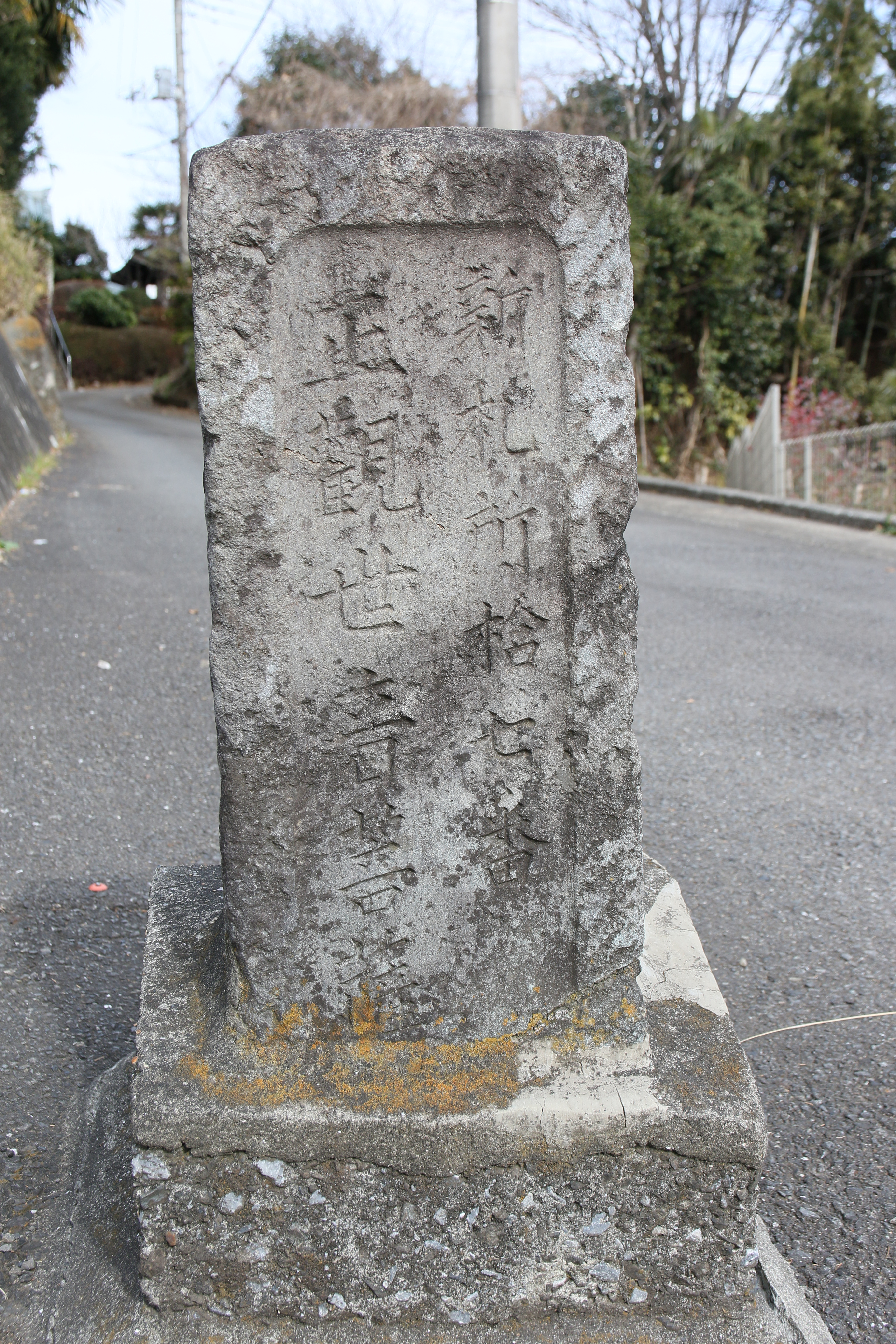
第17番 龍雲寺「新札所拾七番 正観世音菩薩」1891年（明治24年）
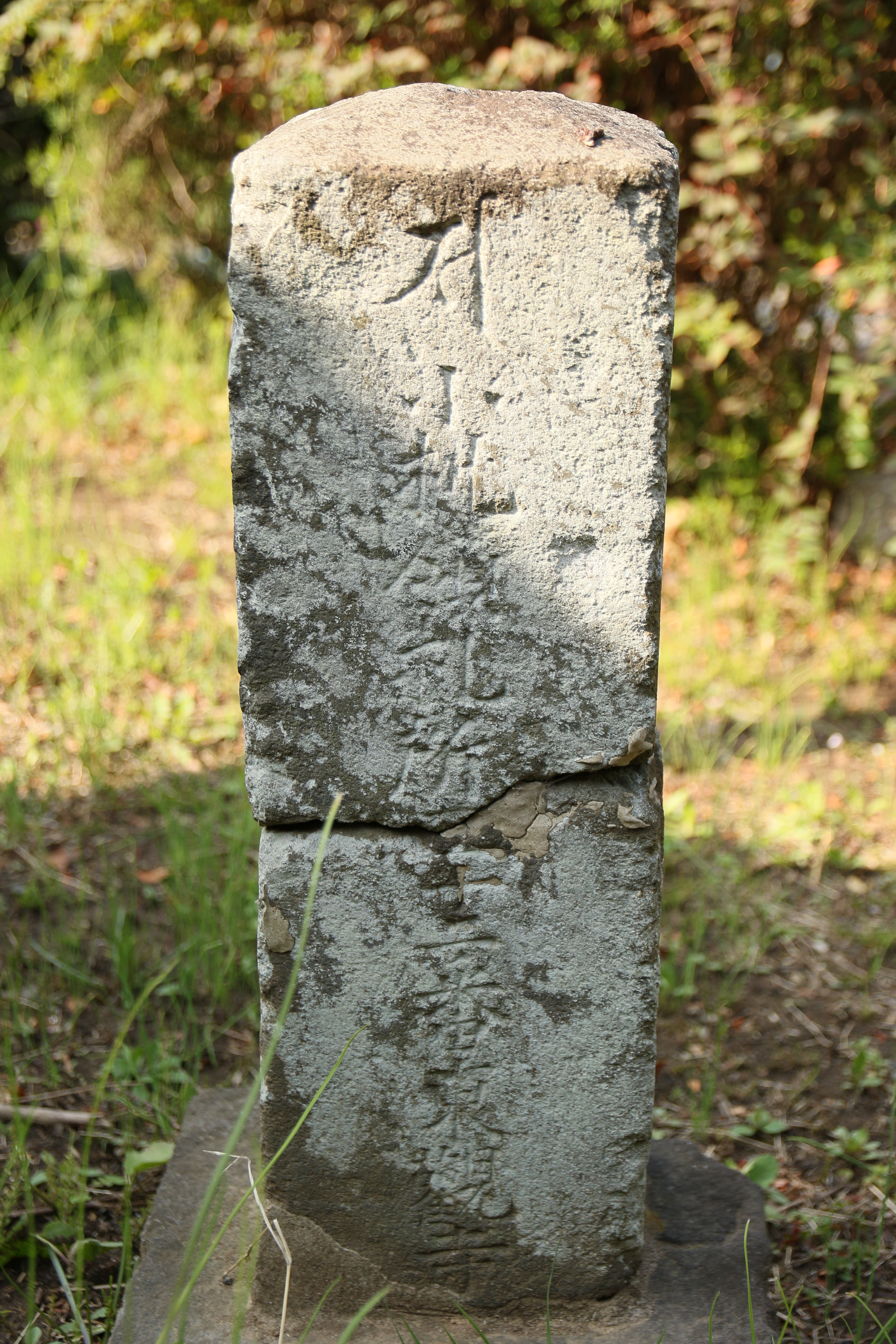
第32番 東観寺「小机領札所三十二番 東観寺」

## ギャラリー

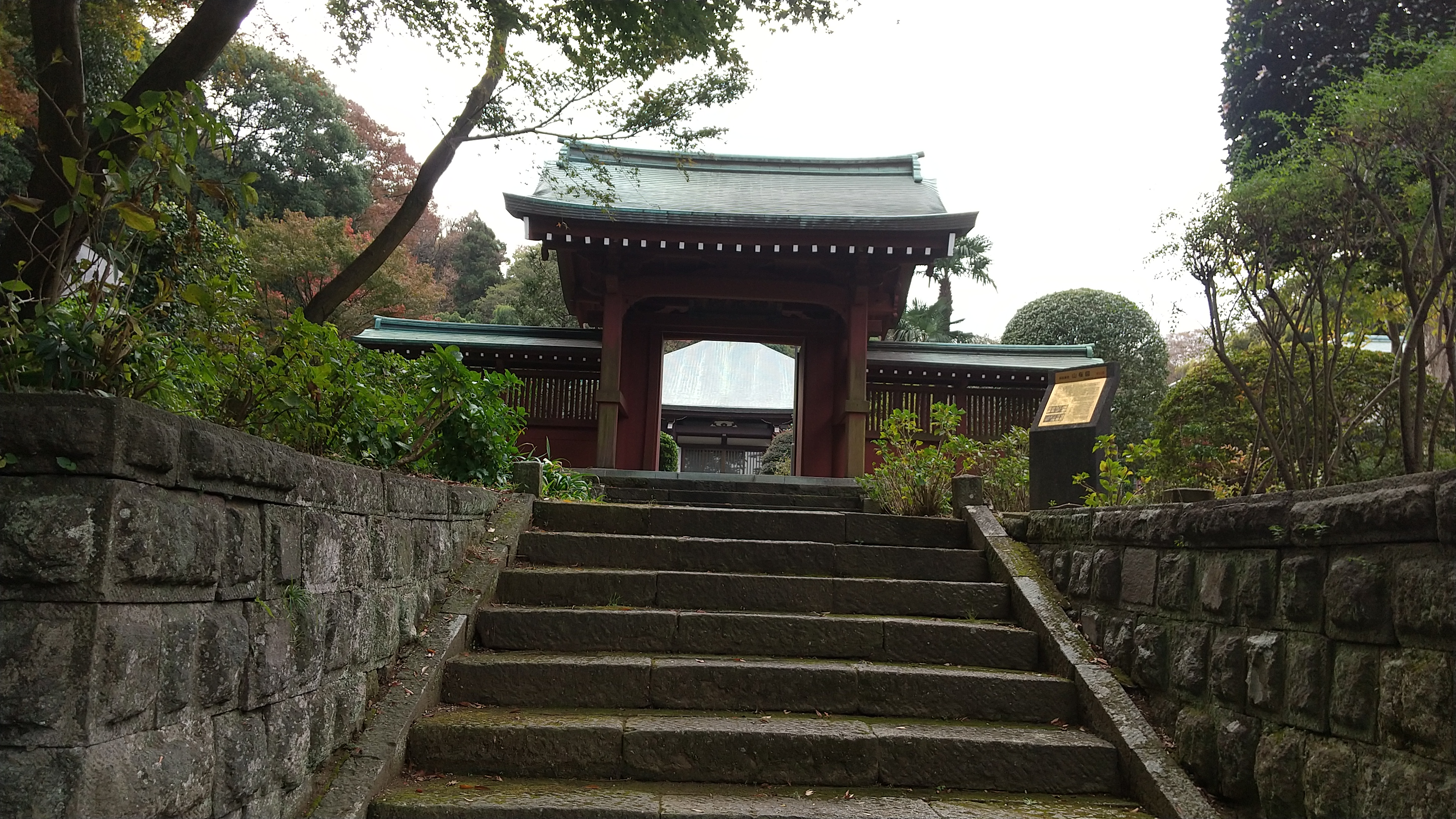
第1番 泉谷寺
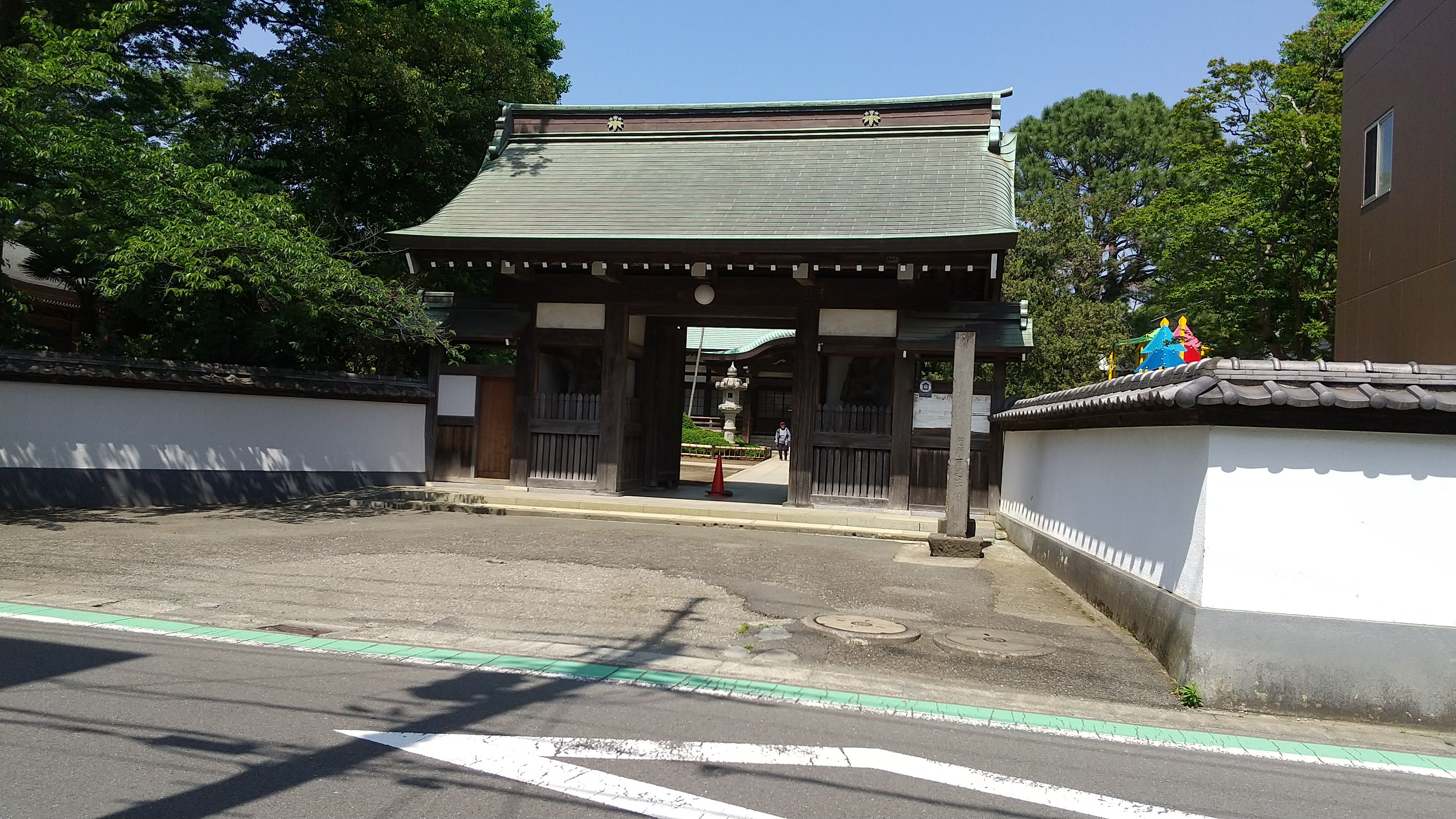
第2番 三会寺
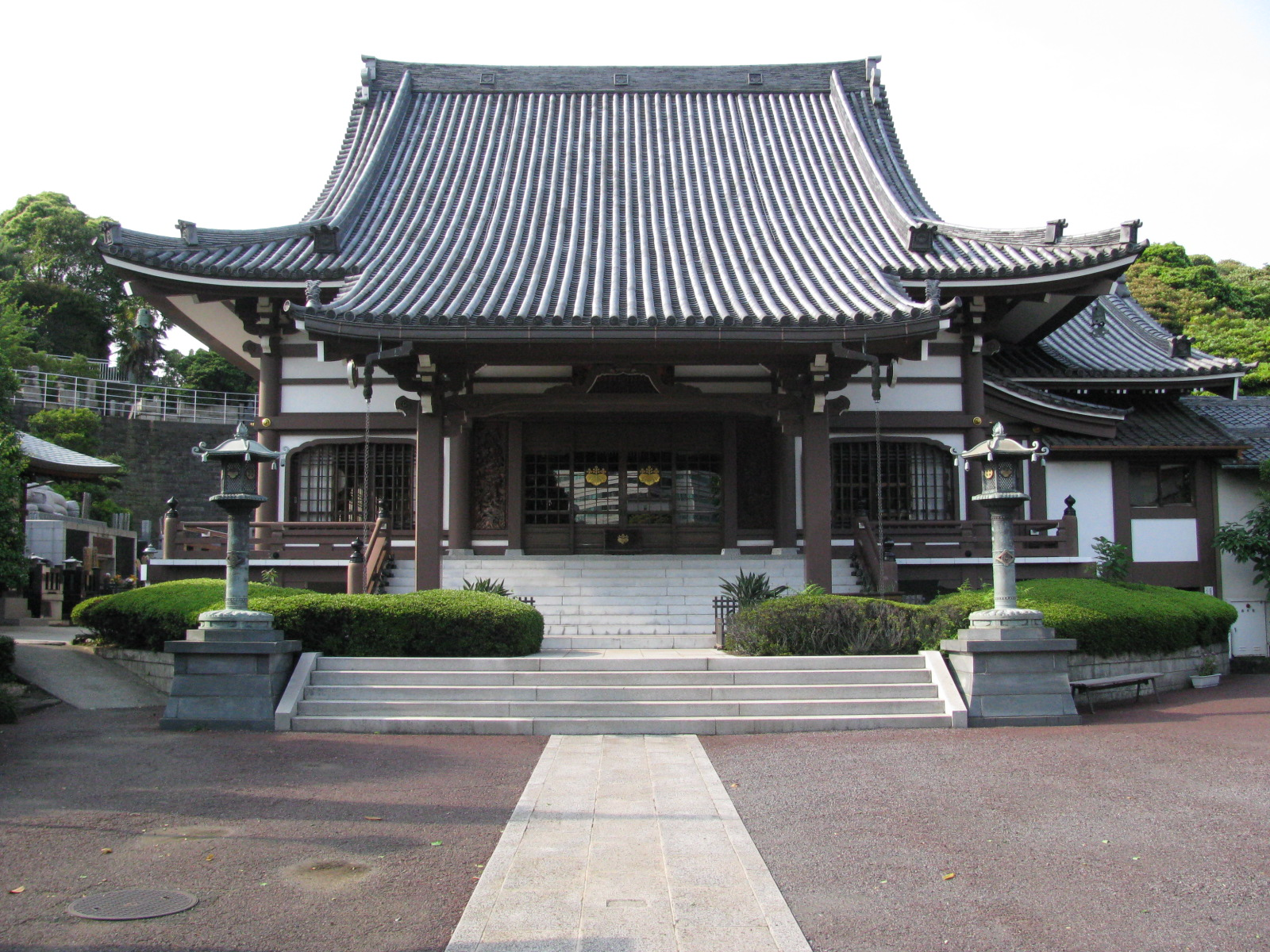
第7番 本覚寺
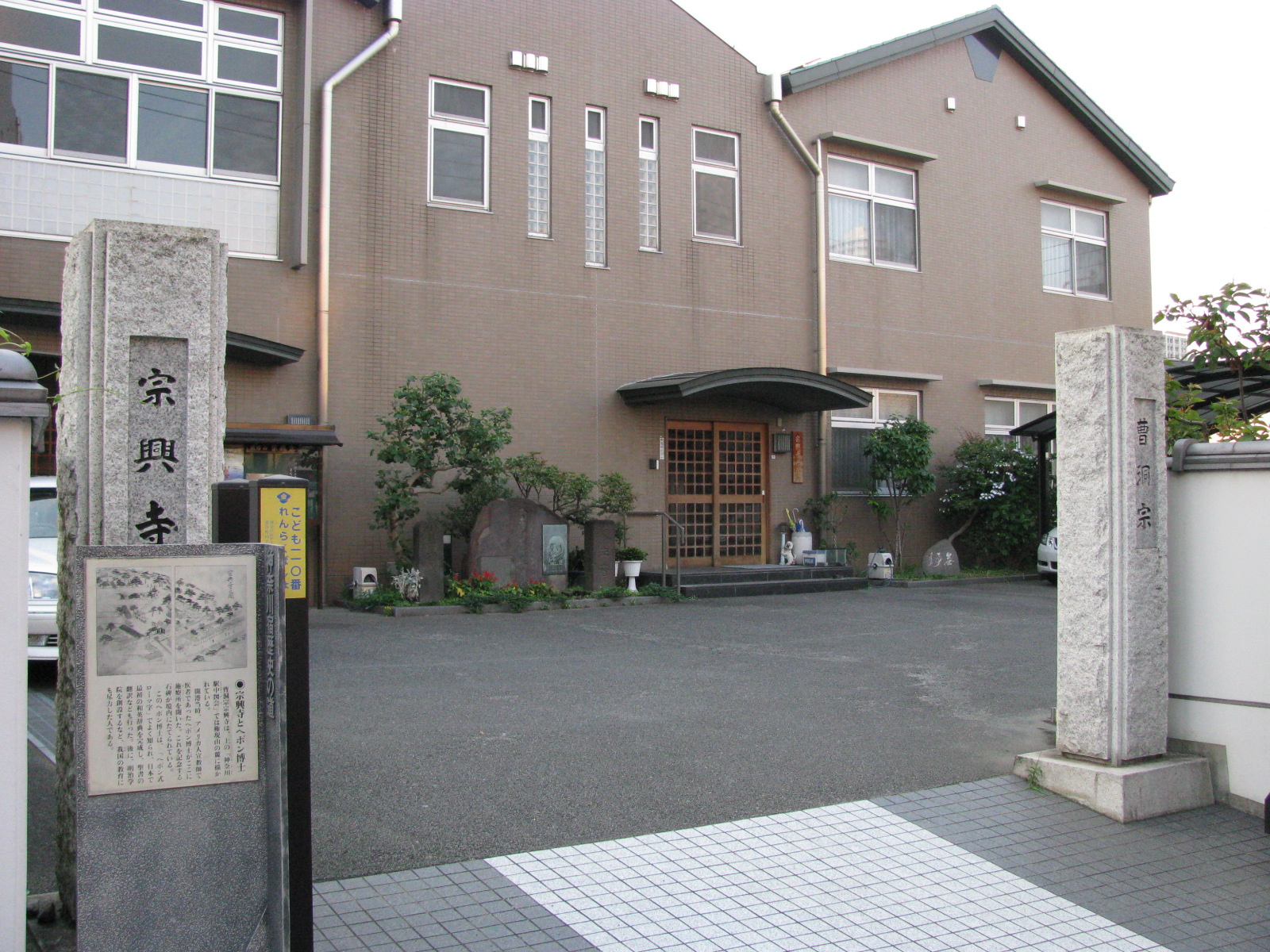
第8番 宗興寺
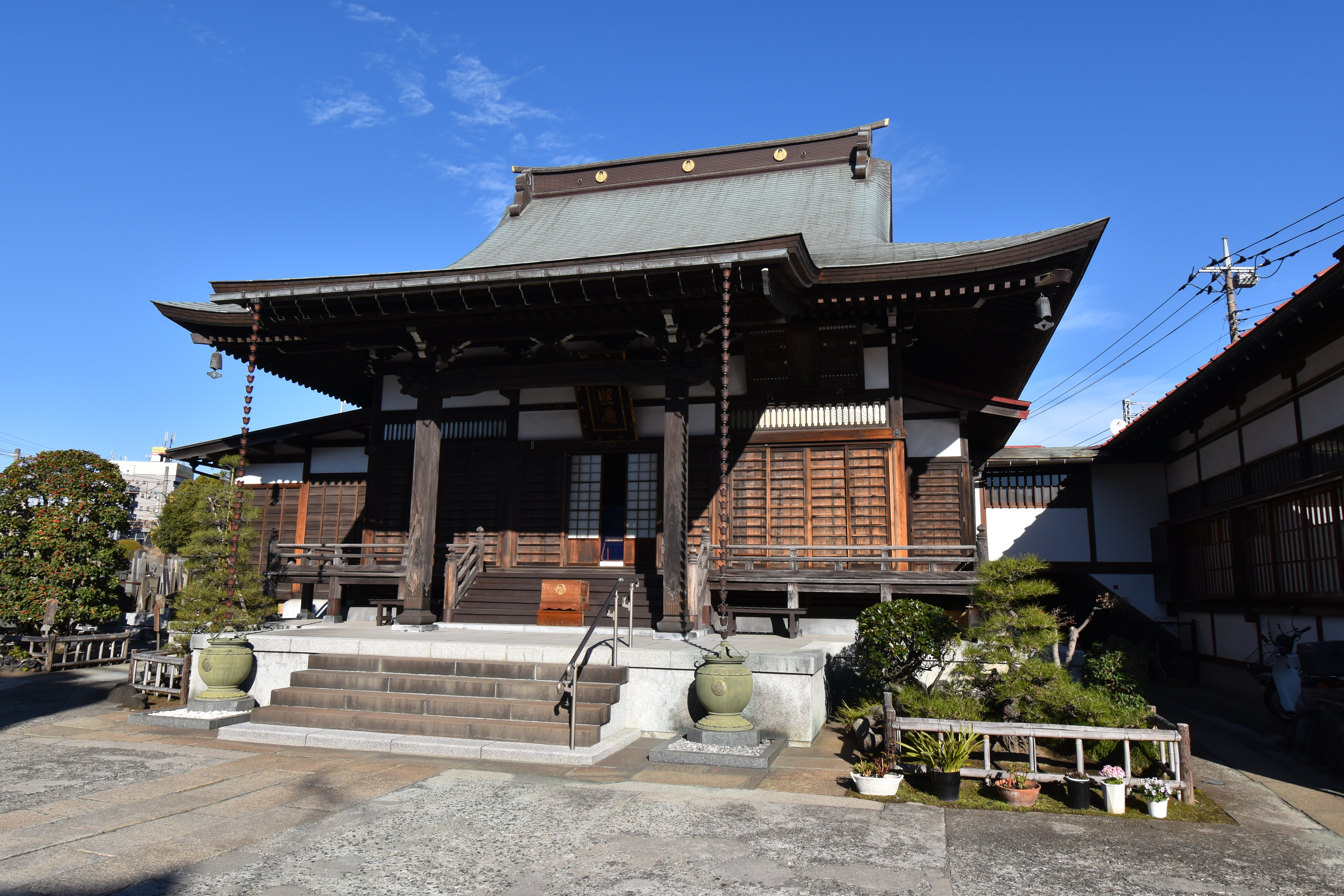
第9番 慶運寺
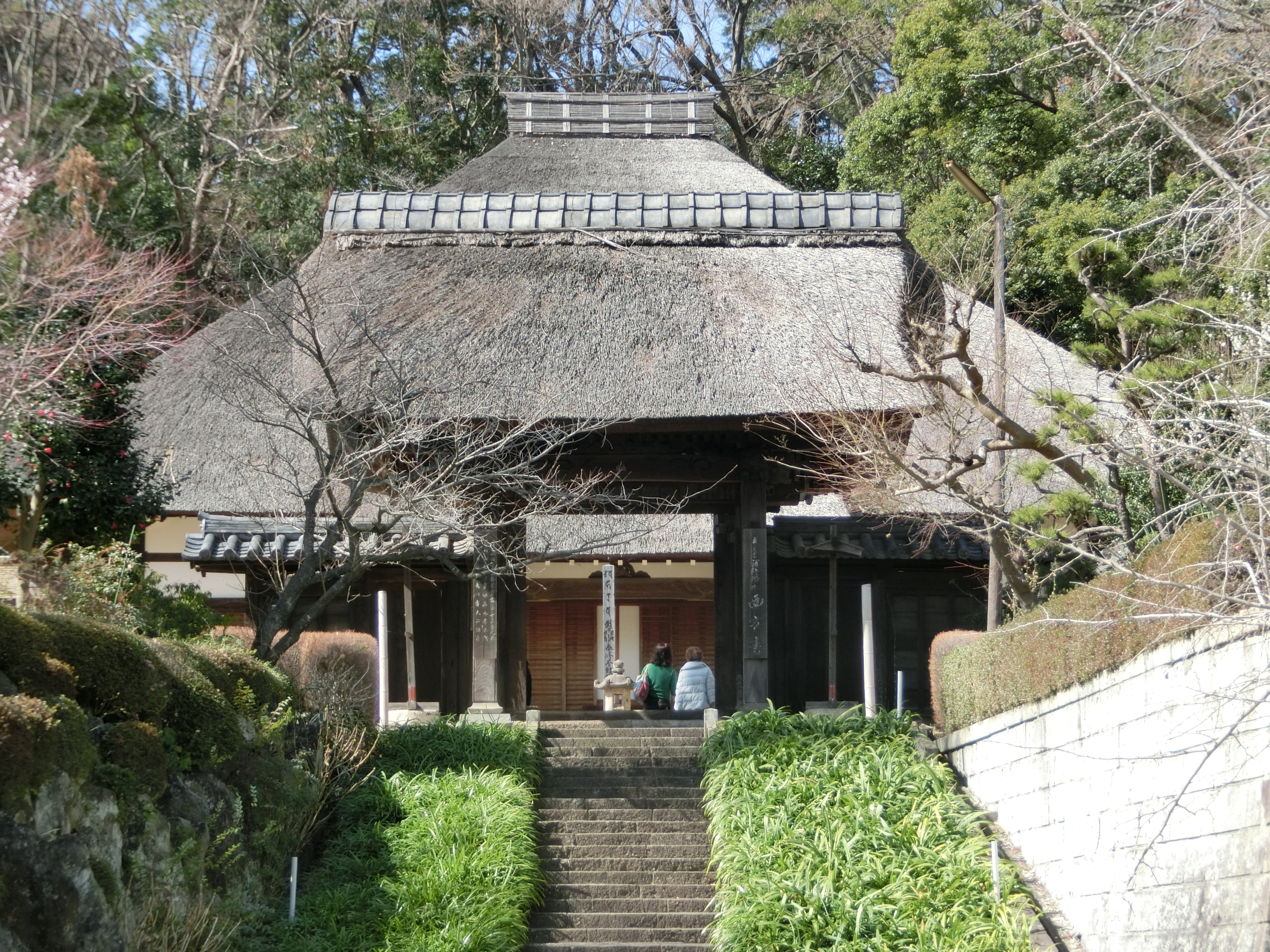
第15番 西方寺
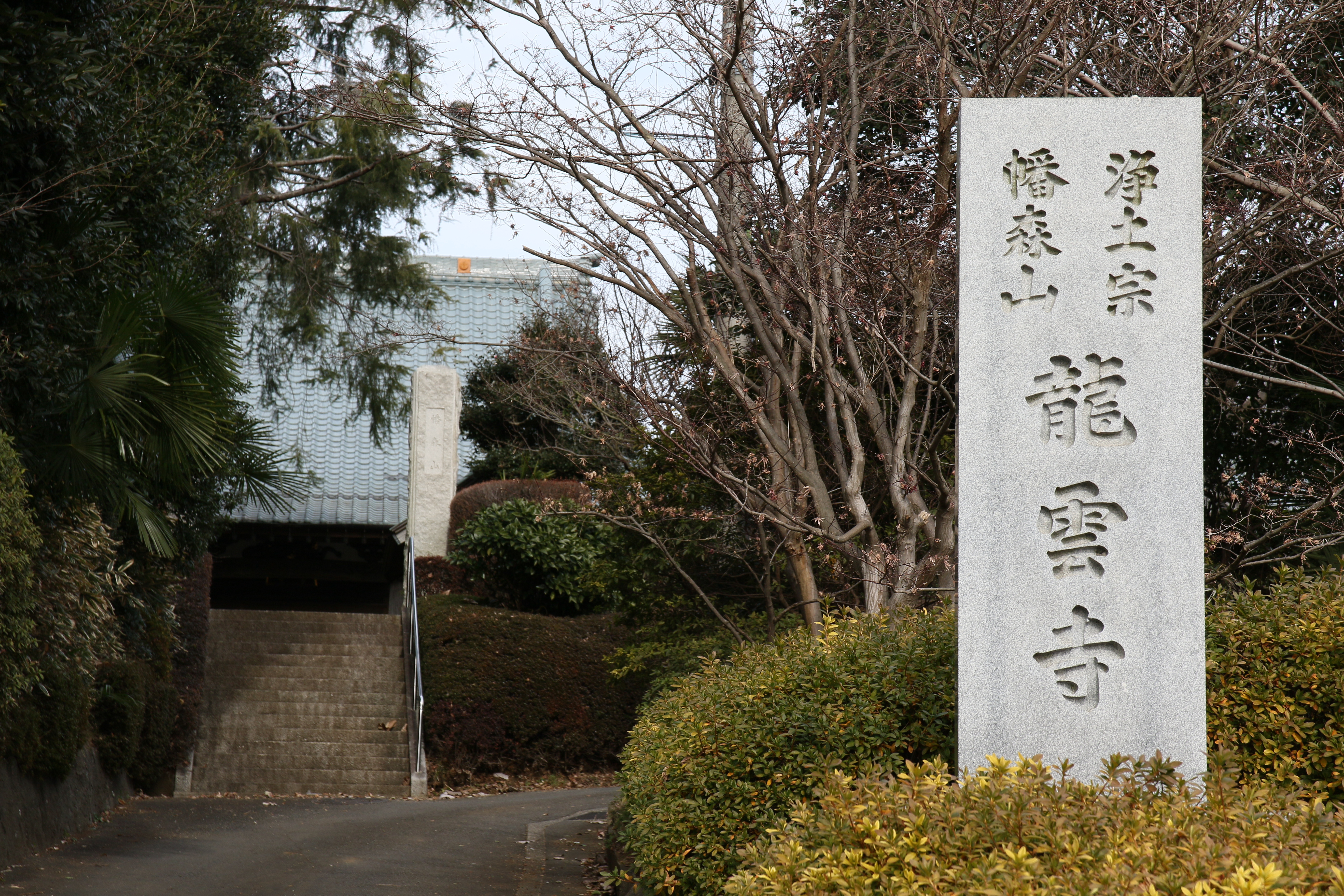
第17番 龍雲寺
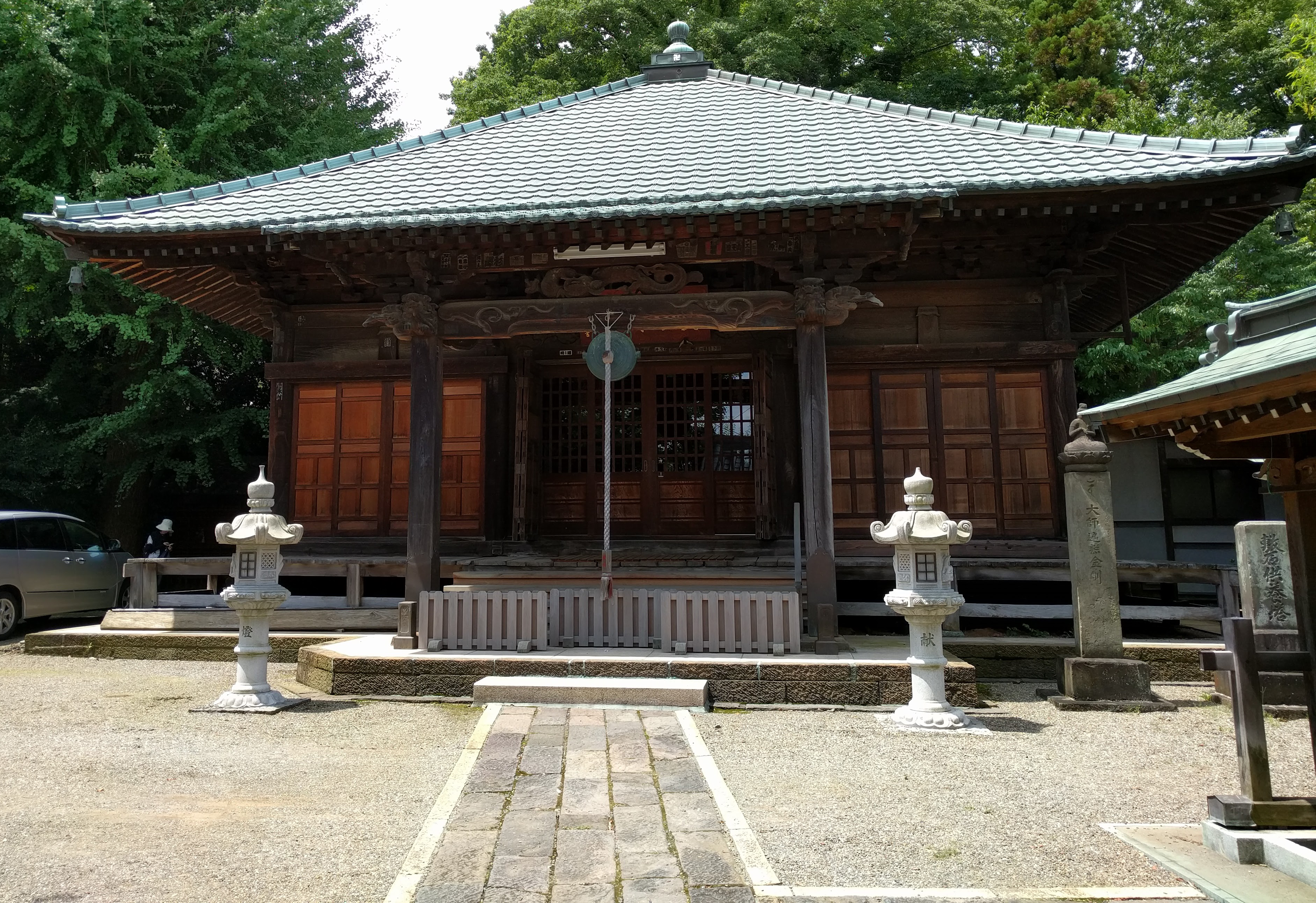
第20番 真福寺
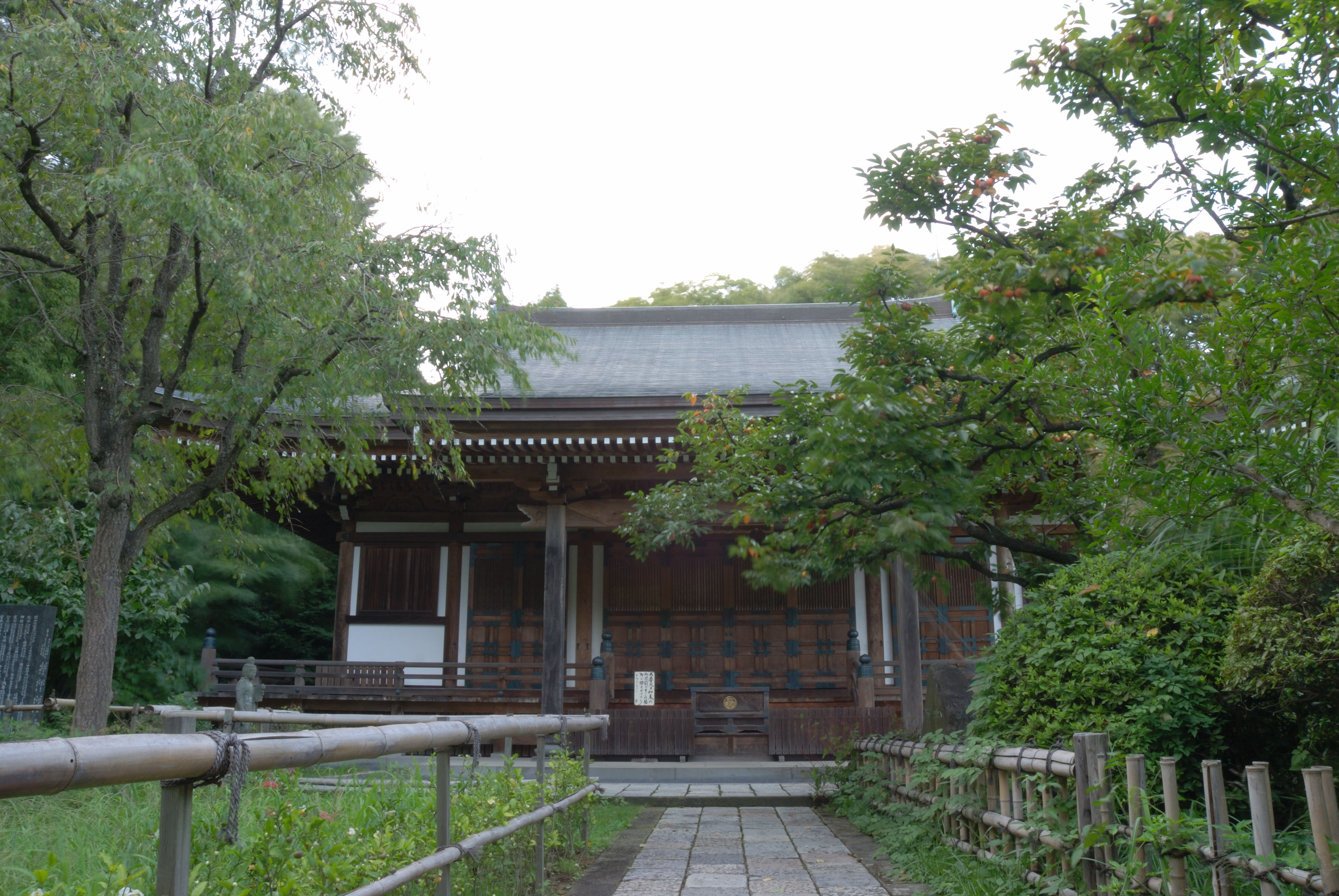
第22番 王禅寺
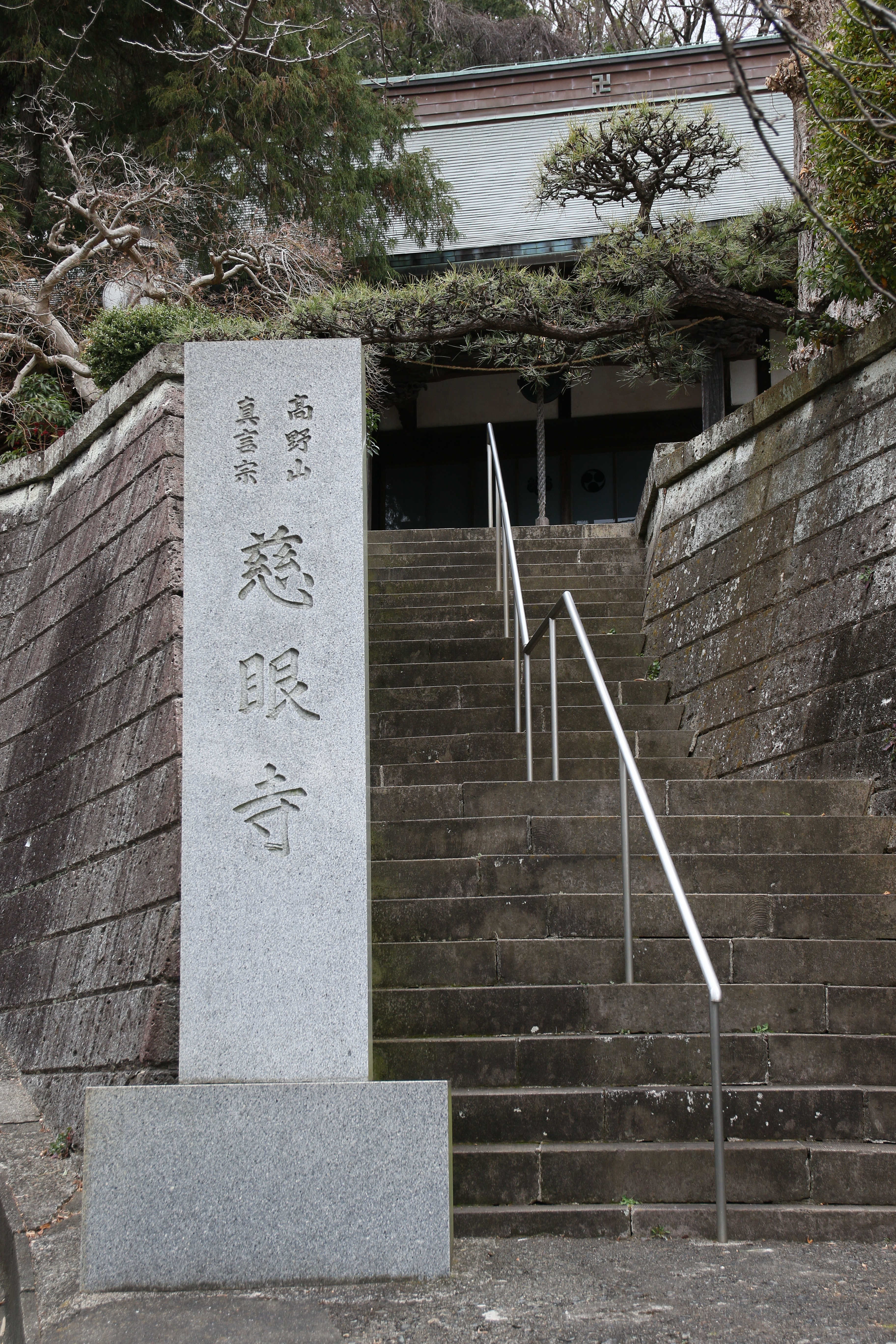
第29番 慈眼寺
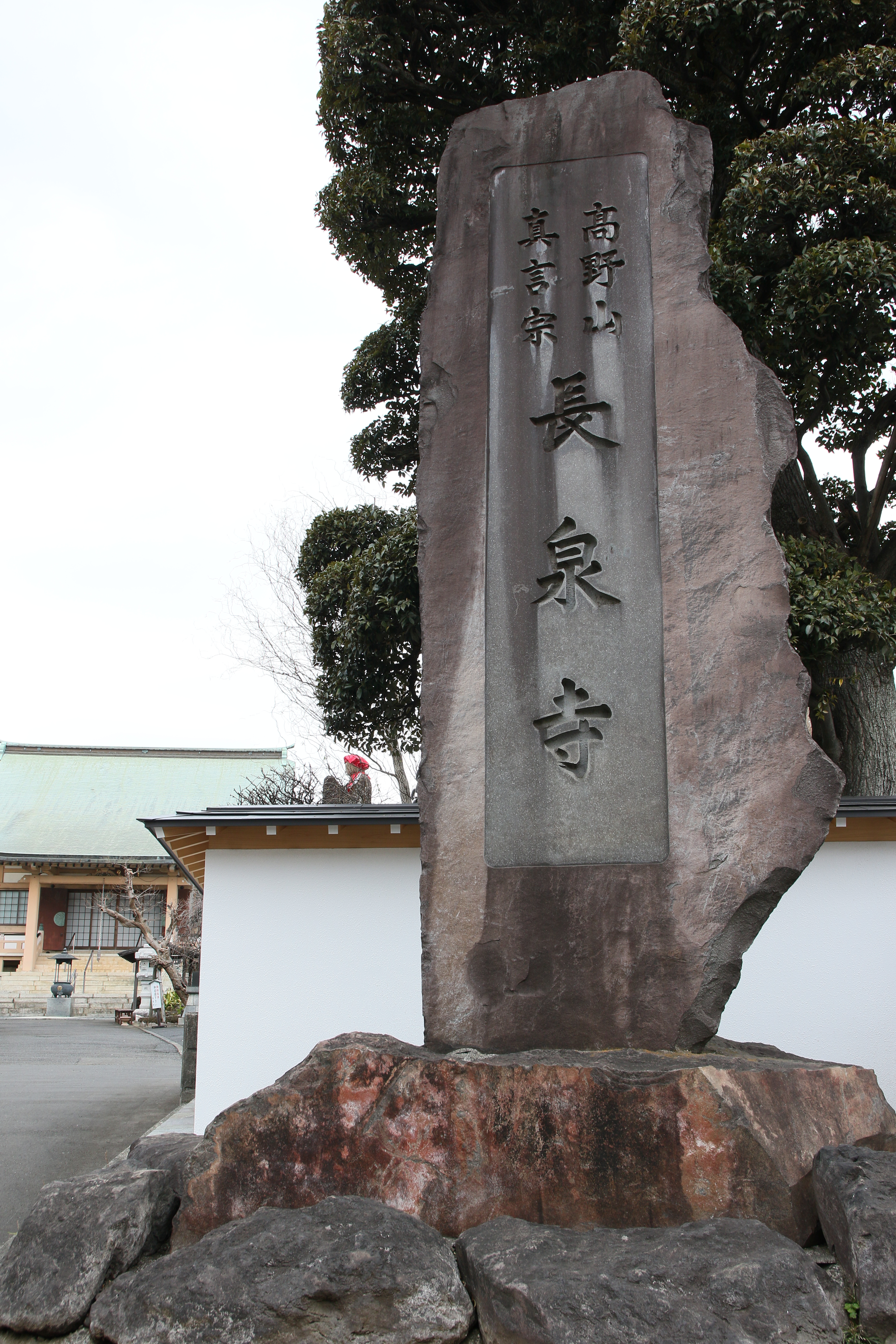
第30番 長泉寺
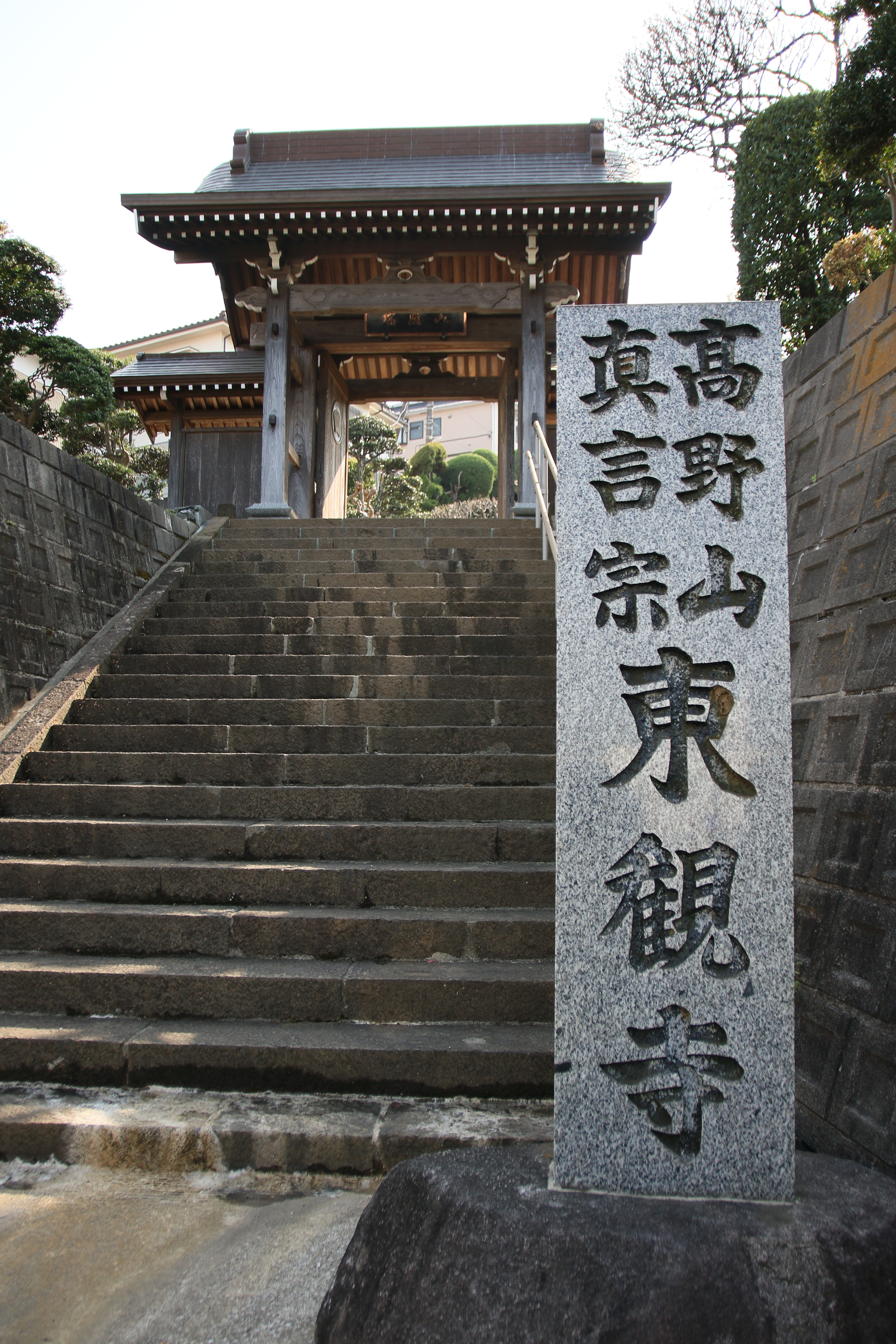
第32番 東観寺